# Vorderer Drachenkopf
Le Vorderer Drachenkopf est une montagne d'une altitude de 2 302 m dans le massif du Wetterstein, en Autriche.

## Géographie

### Topographie
Le Vorderer Drachenkopf se situe au sud du Seebensee, qui culmine à 1 657 m. L'Ehrwalder Sonnenspitze se distingue nettement au nord-ouest. Au sud se trouve le Hinterer Drachenkopf. À l'est, au-dessus du Drachensee se trouvent le Vorderer Tajakopf et le Hinterer Tajakopf.

## Ascension
Le sommet peut être atteint depuis le refuge de Cobourg en grimpant facilement par la brèche jusqu'au Hinterer Drachenkopf et plus loin par l'arête sud (roche en partie cassante). Le sentier est balisé partout et mène d'abord vers l'ouest, puis fait un demi-cercle vers le sommet.